# Émile Malespine
Pour les articles homonymes, voir Malespine (homonymie).
 (novembre 2019).
Si vous disposez d'ouvrages ou d'articles de référence ou si vous connaissez des sites web de qualité traitant du thème abordé ici, merci de compléter l'article en donnant les références utiles à sa vérifiabilité et en les liant à la section « Notes et références ».
Émile Marius Malespine (Nancy, 3 juillet 1892 - Paris, 25 mars 1952) est un médecin, psychiatre, écrivain, peintre, théoricien, éditeur, poète, homme de théâtre, de cinéma et de radio, concepteur de mobilier. Méconnu, il fait partie des figures qui véhiculent, à Lyon, le mouvement avant-garde du début du XXe siècle.
Il dirige à Lyon la revue Manomètre de 1922 à 1928.
Il suit les idées nouvelles, s’intéresse aux transformations de la société et à la circulation internationale de la pensée contemporaine. Il se fascine pour le nihilisme qui façonne ses créations artistiques (art et littérature). Il défend le mouvement d'avant-garde à Lyon et s'intéresse aux recherches picturales et artistiques en Europe, il commente la création artistique et ses penseurs tout y en participant. 

## Biographie
Son père, Jean-Baptiste Malespine, d'origine corse, est officier de santé (dentiste). Il est en garnison à Nancy puis s'installe à Cannes après son retour à la vie civile. 
En 1924, Émile Malespine épouse Anna Cathelin, médecin au laboratoire Lumière. En 1927, il donne naissance à un fils, Jean, qui écrit sous le nom de sa mère.
Il passe son baccalauréat à Cannes et fait ses études de médecines à Lyon. Il commence son cursus universitaire en 1909. Il obtient son concours en 1912 et entre comme interne à l'asile départemental du Rhône (actuel hôpital du Vinatier). Il est titularisé sous la direction de Jean Lépine. Il dirige le laboratoire de Louis Bériel en 1913 et 1914. Le 12 août 1914, il est mobilisé sur le front (Première Guerre mondiale) et devient médecin auxiliaire au 414e d'infanterie. Il est blessé en 1915, décoré de la croix de guerre et réformé en 1918.
le 18 juillet 1917, il soutient une thèse intitulée Les séquelles des plaies de guerre du poumon. 
Entre 1920 et 1923, il obtient plusieurs diplômes scientifiques (certificats) : d'hygiène, de physiologie, de botanique, de géographie, de psychiatrie. En parallèle, il publie plusieurs communications médicales. Notamment, son étude du poids de l'écriture et sa mesure par le graphomètre qui est brevetée en 1945 et présentée à l'académie de médecine le 1er mai 1945.
Il installe son cabinet de consultation de médecine générale, en 1919 au 49 cours Gambetta à Lyon. En 1922, il publie le premier numéro de sa revue Manomètre. Il collabore également avec sa femme au laboratoire Lumière entre 1927 et 1932.
Émile Malespine adhère au P.C.F, il est syndicat des maçons[Quoi ?] et fréquente l'Université ouvrière avec Marcel Michaud, ami de l'architecte Louis Thomas. 
En 1925, il fonde avec Marcel Michaud (metteur en scène et acteur) le théâtre ciné-club du Donjon. Georges Navel s'occupe aussi des mises en scène, Anna Cathelin (épouse Malespine) des costumes et Louis Thomas des décors. La première représentation de 3 pièces se tient au 30 quai Saint-Antoine, le 3 mai 1925 : Les femmes qui font refondre leur maris, une farce de Pierre Laurent, La mort joyeuse, de Nikolaï Evreïnoff, La baraque pathétiqu, en 2 actes d’Émile Malespine. Les textes n'ont pas été conservés. Une pièce de Michel Seuphor avec des décors de Piet Mondrian est montée mais jamais présentée. Il présente aussi le cinéaste Luis Buñuel. Par la suite, il crée le théâtre radiophonique à Lyon et participe aux publications de la revue Le Fleuve, synthèse des arts du début du siècle. Émile Malespine écrit aussi dans l'Effort, le bimensuel du Syndicat des maçons (tendance anarchiste) où il encourage l'avant-garde internationale. 
Il déménage à Vitry-sur-Seine en 1932 où il devient médecin du bureau d'hygiène. Il quitte le P.C.F et son épouse. Il collabore avec les journaux Le Monde et L'Humanité. Il crée des peintures abstraites qu'il nomme « peintures intégrales ». Ces dernières affirmations ne sont pas fondées. Ce n'est que dans les années 1940 que les œuvres plastiques apparaissent (Salon des Réalités Nouvelles 1946-1950), d'abord sous le nom de "Slow" référence à l'artiste Wols, puis sous son nom Maklespine.
Il décède en 1952 d'un infarctus.

## Influences
Dès 1912, Émile Malespine s'intéresse aux tendances artistiques, en particulier le futurisme pour lequel Marinetti publie un manifeste le 20 février 1909 dans le Figaro. Lors de sa mobilisation au Val de Grâce, il rencontre André Breton et Louis Aragon. En 1919, il est en convalescence en Suisse et rencontre, à Zurich au Cabaret Voltaire, les dadaïstes Jean Arp, Sophie Taueber, Picabaia. En 1922, il rencontre Robert et Sonia Delaunay. En 1923, Marinetti, Tristan Tzara et Crevel. Il voyage entre Lyon, Paris et la Suisse toute sa vie.
En 1928, il visite l'exposition sur le siège Der Stuhl ("la chaise" en allemand), à Stuttgart, qu'il commente ainsi : « L'art moderne n'a que faire des décorations [...] Le meuble n'est plus artistique: il est utilitaire [...] Une chaise est aussi belle qu'une toile du Louvre. ».
En 1947, il participe à l'Exposition surréaliste internationale de la galerie Maeght.

## Publications

### Manomètre, revue avant-garde lyonnaise
Revue créée par Émile Malespine et pour laquelle il signe plusieurs articles. Il est à la fois éditorialiste, écrivain, poète et critique. Il s'inspire de revues déjà existantes en Europe de l'Est comme Zenit (yougoslave) et Der Sturm. La revue se veut être une référence dans le milieu artistique contemporain international et se montre très éclectique : littérature, théâtre, arts plastiques, architecture, musique. Émile Malespine nomme lui-même sa revue « salade polyglotte », dans une lettre à Tristan Tzara, car des auteurs français et internationaux participent à la rédaction. Tristan Tzara assure la diffusion et la renommée de la revue auprès des élites européennes qu'il côtoie.
Cette revue participe à la renommée du mouvement dada en province. Dans le premier numéro, la rédaction annonce le projet de cette revue ainsi : « Enregistre des idées. Indique la pression [des esprits] sur tous les Méridiens ». Émile Malespine appelle à la contribution de tous. Manomètre permet aux grands noms du mouvement d'avant-garde de se croiser mais ne tient pas financièrement et disparaît en 1925.
Il y a 9 numéros de Manomètre, à raison de 2 numéros par an entre 1922 et 1925. La revue présente un format identitaire carré avec une couverture couleur ivoire et les lettres en grands caractères gras et noirs. Les numéros font 16 pages, sauf le n°4 qui réunit 28 pages.
Les illustrations sont confiées à plusieurs collaborateurs dont Hans Arp, Émile Didier et Jacques Laplace (Ziniars). Selon Marnix Bonnike, la théorisation manque d'approfondissement ce qui rend la revue plus littéraire qu'artistique ou philosophique. La notoriété des collaborateurs font la renommée de la revue. On y trouve des articles signés par Tristan Tzara, Jean Cocteau, Philippe Soupault, Hans Arp et Marinetti (pour les deux premiers numéros), ou encore Guillermo de Torre (poète espagnol), Jorge Luis Borges et Norah Borges (à partir du 2e numéro). Enfin, on retrouve Pierre de Massot, Marcel Arland, Michel Seuphor, Delseil, Piet Mondrian, Moholy-Nagy, Louis Thomas, César Geoffrey (article sur la polytonalité en musique), Benjamin Péret (5e numéro) et Georges Navel (8e numéro).
- 1er numéro (juillet 1922) : Emile Malespine attaque l'orthographe et le langage, le mot et sa forme, "salade linguistique" qualifiée de "babèlisme". Il veut faire disparaître les genres et les déclinaisons. Aucun article n'est signé dans ce premier numéro couvert par le seul nom d'Emile Malespine[5]. Articles : "A.B.C.D", "L'art aztèque", "Poesia sin logica", "une sociologie belge" et "une histoire sans parole".
- 2e numéro (octobre 1922) : Émile Malespine signe un article nommé "Idiotismes". On trouve trois textes sur le courant moderne de Tzara, un poème de Guillermo De Torre et d'Adrien Rambaud et de René Faure, un texte de Philippe Soupault, un poème de Borgés et d'Arp, ainsi que la reproduction de "Ascenseur", bois gravé d'Émile Didier (Ziniar).
- 3e numéro : Publication d'un poème d’Émile Malespine où se croisent l'allemand, l'espagnol, l'anglais et le russe (résultat du "babélisme"), un texte et une reproduction artistique "Bildarchitectur" de Ludwig Kassak; un poème de Tzara, la reproduction d'"Attaque nocturne", un bois gravé d'Emile Didier, un poème de Guillermo De Torre et des poèmes de Thadée Peiper illustrés par "Jardin con estatuas" de Norah Borges.
- 4e numéro : Publication d’Émile Malespine "La cité de demain"sur l'architecture, l'habitation et l'hygiène, dont les idées se rapprochent de celles de Le Corbusier (revue L'esprit nouveau); Écrits de Jean Cocteau sur le même thème; Publication de l'architecte Tony Garnier sur "La Cité Industrielle"; Dessins d'Arp; Poème de Pierre de Massot et Herwarth Walden.
- 5e numéro (février 1924) : Publication d’Émile Malespine sur sa conception du rêve; Dessins de Jozef Peeters; Textes en prose traduit de Michel Seuphor.
- 6e numéro : Publication d’Émile Malespine pour le "Théâtre Homotétique" et d'un extrait d'une pièce influencé par le mouvement dada; Publication sur le Music-Hall par Pierre Laurent; "La sirvienta négra" de J. Gonzalez del Valle; "Polynalité" de César Geoffray.
- 7e numéro  : Publication du manifeste d’Émile Malespine sur le Suridéalisme et la prééminence de l'idée, en opposition au surréalisme et aux idées d'André Breton. Les maisons-jardins de l'architecte Louis Thomas y sont présentées, par lui-même[8] ou Émile Malespine[2] .
- 8e numéro : Article de Tzara, Georges Navel; Dessins de Moholy-Nagy, André Sol et Hans Arp; Poème "Humanité" de Pierre Laurent; Un article sur l'urbanisme par Emile Malespine et ses théories sur « le poids de l'écriture »[4].
- 9e numéro (janvier 1928) : Émile Malespine donne sa définition du théâtre expérimental et revient sur l'idée de suridéalisme avec l'article "L'avant-propos du Donjon" (présentation du théâtre qu'il créé avec Marcel Michaud); L'architecture est de nouveau abordée avec la publication de photographies du Quartier des États-Unis de Tony Garnier, de la cité moderne de Victor Bourgeois à Bruxelles et du Bauhaus de Walter Gropius. Ce numéro se clôture par une photographie d’Émile Malespine et Tony Garnier, prise par Moholy-Nagy, devant le stade de Gerland.

1 numéro = 2 Francs / 6 numéros = 10 Francs,.

### Articles
- « L'esthétique de la laideur », Les Tablettes, 1920
- « Le Baiser. Essai de psycholophysiologie », 1er novembre 1920, dans Mercure de France : il s'agit d'une étude anatomophysiologique et psychologique. Émile Malespine présente une forme de réticence face à Freud et ses théories sur la sexualité infantile.
- « La peinture intégrale », Cahiers d'art, 22e année, février 1947, Paris, p. 288-292.

### Publications scientifiques
- Maladies professionnelles : Silicose (1947)
- Comment désireriez-vous être logé ? (1945)
- Enregistrement graphométrique de l'écriture et ses rapports avec la mesure du psychisme (1944)
- Maladies professionnelles (1943)
- Le Travail des fourmilleurs (1943)
- Hygiène pratique et administrative, donnant tous les renseignements sur les questions d'insalubrité et immeubles insalubres (1938)
- Autour du babélisme, la question des races et Gobineau (1926)

## Œuvres artistiques

### Théâtre
- Ah ! ça ira ! (1926)
- Pénurie d'amour ou le Remède d'Arlequin (1927)
- Cœur qui soupire (1927)
- Présages (1928)
- Le ciel n’est pas encore bleu : pièce surréaliste en un acte[12], Emile Malespine
- L'éphémère est éternel, par Michel Seuphor avec un décor de Mondrian : jamais représentée, le théâtre fit faillite pendant les répétitions, Émile Malespine

### Poésie
- Mon âne a les quatre pieds blancs, Éditions du fleuve, Lyon 1926, illustration par Moholy-Nagy[12].

### Prose
- Métaboliques (1920), conte illustré par Touchargues, imprimé aux Deux Collines par Marius Audin. Cet ouvrage se distingue par une typographie aux caractères contorsionnés[5].
- Le Nombril noir (1929), un tête-à-tête galant entre Conchita et Théodule (numéro 3, Manomètre).

### Courts-métrages
Dès 1924, Émile Malespine réalise des films inspirés du mouvement avant-garde, dont un sur le Palais idéal du Facteur Cheval, en collaboration avec son épouse Anna Malespine.
- Jeux arborescents d'Émile Malespine, 1928, 5'14[12]
- Jeux d'ombres d'Émile Malespine, 1924, 4'[12]

### Arts plastiques
Émile Malespine s'intéresse à la peinture, ses recherches plastiques le mènent à une peinture informelle et à des sculptures évolutives, et préfigure l'art psychédélique des années soixante. Sa peinture est aussi rapprochée du tachisme.

#### Œuvres graphiques, conservées au Musée des Beaux-Arts de Lyon
Deux œuvres ont été présentées lors de l'exposition Découvrez ses chefs-d’œuvre du XXe siècle ! du 2 juillet au 10 décembre 2013 au Musée de Beaux-Arts (MBA) de Lyon. Elles sont  conservées dans les réserves du MBA Lyon.
- Figure de théâtre, 1925, gouache sur papier, H. 47cm; L. 31,5cm - Donation Françoise Dupuy-Michaud, 2008 (INV. 2008.50)
- Composition ou Peinture intégrale en couleurs, vers 1946, encres colorées estampées sur papier contrecollé sur carton, H. 27,5cm; L.0,37cm - Donation Françoise Dupuy-Michaud, 2008 (INV. 2008.49)

#### Peintures, conservées en galerie privée
- Sans Titre, 1949, technique mixte, H. 36,2cm; L. 25,8cm, signée
- Sans Titre, sans date, technique mixte, H. 26,7cm; L. 36,4cm, signée
- Sans Titre, 1948, technique mixte, H. 32,7cm; L. 25,1cm, signée
- Sans Titre, 1951, technique mixte, H. 36,4cm; L. 24,9cm, signée

#### Œuvres graphiques, mises aux enchères en 2008
- Les monades n'ont pas de fenêtres, 1947, encres sur papier, H. 28cm; L. 22cm, exposé au Salon des médecins, 1948
- Proéminence noire, encres et pigments sur papier, H. 33cm; L. 24cm

### Mobiliers
Après l'exposition Der Stuhl, Émile Malespine crée en 1931 des modèles qu'il dépose sous la marque "Synthèse" et les fait fabriquer par Antoine Vana, à Lyon. Il suit des principes de simplicité, solidité, légèreté et élasticité. À ce sujet, il publie un article « Meubles métal » dans le journal l'Effort, en 1932 :
- une chaise et un fauteuil ergonomiques, très courbés
- une chaise et un tabouret minimaliste et moderniste en métal émaillé noir avec un coussin amovible en tissu.
- un buffet
- une table et une table basse en métal et verre.

## Expositions
- Dada à Lyon, le docteur Émile Malespine, Conférence de Marc Trillet, Académie de Lyon, 2004[12]
- Dreaming with open eyes, "The Vera, Silvia and Arturo Schwarz collection of Dada and surrealist art in the Israel museum", Hakirya, Jérusalem, 2000-2001[12]
- Salon des Réalités nouvelles[12]
- Salon des Médecins, 1948[12]